# 체인댄스
《체인댄스》(Chaindance)는 캐나다에서 제작된 알란 A. 골드스타인 감독의 1991년 드라마 영화이다. 스콧 앤더슨 등이 주연으로 출연하였고 리처드 데이비스 등이 제작에 참여하였다.

## 출연

### 주연
- 스콧 앤더슨
- R. 넬슨 브라운

### 조연
- 노먼 브로우닝
- 레슬리 카슨
- 래 돈 총
- 빌 크로프트
- 돈 에스 데이비스
- 브래드 듀리프
- 러셀 페리어
- 브루스 글로버
- 데릴 헤이즈
- 자넷 호지킨슨
- 마이클 아이언사이드
- 탬신 켈시
- 피터 라크로스
- 스티브 마카즈
- 스티븐 E. 밀러
- 쉴라 무어
- 쉐일라 패터슨
- 켄 포그
- 수잔느 리스틱

## 한국어 더빙 성우진(SBS, 1997년 6월 6일)
- 이완호 - 블레이크 (마이클 아이언사이드)
- 김세한 - 자니 (브래드 듀리프)
- 최흘
- 박민아
- 임수아
- 한규희
- 이종오
- 이윤선
- 이진화
- 이봉준
- 순동운
- 강구한
- 김혜경
- 조향이
- 정미숙
- 손원일
- 박규웅
- 서문석

## 기타
- 협력프로듀서: 로즈 램
- 미술: 필 슈미트
- 세트: 베리 켐프
- 의상: 데이빗 라일
- 배역: 스투어트 아이킨스